# Herb Elliott
Herbert James "Herb" Elliott MBE (Perth, 25 de fevereiro de 1938) é um ex-atleta australiano, campeão olímpico dos 1500 m em Roma 1960, e um dos maiores corredores de meio-fundo de todos os tempos. Ele nunca perdeu uma corrida de 1500 m ou da milha de que participou em toda sua carreira.
Elliott cursou o Aquinas College, em sua cidade natal, famoso por ter uma cultura esportiva e este tipo de mentalidade colegial na infância o ajudou a conseguir seus maiores objetivos no atletismo. e formou-se na Universidade de Cambridge.
Em 6 de agosto de 1958, aos 20 anos, Elliott quebrou o recorde mundial da milha em Dublin, na Irlanda e, apenas um mês depois, estabeleceu nova marca para os 1500 m (3m36s0) em Gotemburgo, na Suécia. Dois anos depois, nos Jogos Olímpicos de Roma, Elliott conquistou a medalha de ouro na mesma prova, com nova marca mundial de 3m35s6, quebrando seu próprio recorde anterior.
Herb sempre creditou a seu visionário e iconoclasta técnico Percy Cerutty, a inspiração para treinar duro, com mais naturalidade e conseguir resultados mais do que qualquer um em sua época. Cerutty era famoso por criar dietas naturais desconhecidas, tirar os atletas da pista e fazer-lhes palestras sobre modelos como Jesus e Leonardo Da Vinci e por levar Elliott para treinar nas dunas de areia nas praias ao sul de Melbourne, algo inédito na época.
Retirou-se do atletismo em 1962, com apenas 24 anos, e recebeu a Ordem do Império Britânico das mãos da Rainha Elizabeth II em 1964.